# Mariner 4
Mariner 4 (Mariner-Mars 1964) byla čtvrtá americká sonda k Marsu ze série Mariner, která úspěšně proletěla kolem Marsu a odeslala jako první sonda snímky povrchu Marsu. Jednalo se o dvojče sondy Mariner 3, která měla stejný úkol, ale která během mise selhala.

## Průběh letu
Sonda byla vypuštěna 28. listopadu 1964 pomocí nosiče Atlas-Agena D. Hmotnost sondy byla 260,68 kg.
Na fotografiích, které sonda vyhotovila mezi 14. a 15. červencem 1965 při přeletu ve vzdálenosti 9 846 km kolem Marsu byly viditelné až tříkilometrové detaily, kromě jiného byly jejich pomocí objeveny krátery na povrchu Marsu. Při letu za Marsem (při pohledu ze Země) byl podle změn v rádiových signálech určen tlak atmosféry, který byl osmkrát menší proti předpokladu a dosahoval hodnotu asi 1 % pozemského.

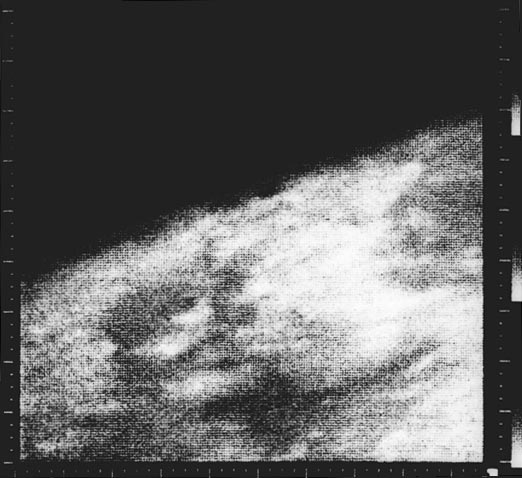
První snímek povrchu Marsu, který se kdy povedlo pořídit z bezprostřední blízkosti planety

Sondě se povedlo pořídit celkem 21 snímků povrchu Marsu, na kterých se dalo rozpoznat 70 impaktních kráterů o velikosti mezi 4 až 120 km. Dohromady snímky pokryly přibližně 1 % povrchu planety. Během průletu se povedlo změřit i velmi slabé magnetické pole o přibližné hodnotě 0,1 % pozemského.
Po přeletu kolem Marsu sonda pokračovala v činnosti, kdy ve volném vesmíru zkoumala sluneční vítr. 15. září 1965 proletěla rojem mikrometeoritů a zaznamenala až sedmnáct zásahů. 1. října 1965 byl signál sondy ztracen, ale byl později nakrátko obnoven. Naposledy se podařilo zachytit signál sondy 21. prosince 1967. Sonda získala 5,2 miliónů bitů informací, její celková cena byla 83,2 miliónů dolarů.

## Vybavení sondy
Jako všechny Marinery byla ve tvaru hranolu z hořčíkové slitiny. K němu byly připevněny na bocích panely slunečních baterií a k základnám korekční motor, antény telekomunikačního systému a plošina s vědeckými přístroji
- televizní kamera určená na snímkování povrchu Marsu
- magnetometr na zjištění rozložení magnetického pole Marsu
- spektrální reflektometr na měření teploty povrchu planety
- iontová komora na měření ionizujícího záření po dobu letu a v blízkosti planety
- detektor slunečního plazmatu na měření plazmatického obalu Země a proudů částic v prostoru
- detektor mikrometeoritů na měření energií hmotných částic, se kterými se sonda setká po dobu letu